# Tupčina
Tupčina es una localidad de Croacia en el municipio de Žumberak, condado de Zagreb.

## Geografía
Se encuentra a una altitud de 390 m s. n. m..

## Demografía
En el censo 2011, el total de población de la localidad fue de 53 habitantes.